# Unité urbaine de Maubeuge (partie française)
L'unité urbaine de Maubeuge (partie française) est une unité urbaine française centrée sur Maubeuge, ville du département du Nord au cœur de la cinquième agglomération urbaine du département, située dans la vallée de la Sambre et s'étendant jusqu'à la frontière avec la Belgique par la ville de Jeumont.
Formant une conurbation urbaine, l'unité urbaine de Maubeuge (partie française) participe aux côtés des grandes agglomérations de Lille (partie française) et de Valenciennes (partie française) à un ensemble métropolitain de plus de 3,5 millions d'habitants, appelé « Aire métropolitaine de Lille ».
Elle fait partie de la catégorie des grandes agglomérations urbaines de la France, c'est-à-dire ayant plus de 100 000 habitants.

## Données générales
En 2010, selon l'INSEE, l'unité urbaine de Maubeuge était composée de 22 communes, toutes situées dans le département du Nord, plus précisément dans l'arrondissement d'Avesnes-sur-Helpe.
Dans le nouveau zonage de 2020, le périmètre de l'unité urbaine est identique.
En 2022, avec 108 866 habitants , elle constitue la cinquième unité urbaine du département du Nord, se classant après celles de Lille (partie française) (1er rang départemental), de Douai-Lens, de Valenciennes (partie française) et de Dunkerque.
Dans la région Hauts-de-France où elle se situe, elle occupe le 8e rang régional se situant après les unités urbaines de Lille (partie française) (1er rang régional), de Douai-Lens (2e rang régional), de Béthune (3e rang régional), de Valenciennes (partie française) (4e rang régional), de Dunkerque (5e rang régional), d'Amiens (6e rang régional) et de Creil (7e rang régional). Elle fait partie des huit unités urbaines de la région dépassant les 100 000 habitants.
En 2022, sa densité de population qui s'élève à 612 hab/km2 en fait une unité urbaine assez densément peuplée aussi bien dans le département du Nord que dans la région Hauts-de-France.
Par sa superficie, elle ne représente que 3,1 % du territoire départemental et, par sa population, elle regroupe 4,16 % de la population du département du Nord en 2022, ce qui est un poids modeste comparativement à d'autres agglomérations urbaines en France.
Comme l'unité urbaine de Valenciennes (partie française), il s'agit d'une agglomération frontalière avec la Belgique. C'est en effet par la ville frontalière de Jeumont que l'agglomération de Maubeuge est attenante à la Belgique, notamment avec la ville belge voisine d'Erquelinnes.

Agglomérations de plus de 100000 habitants en France en 2022.

## Composition 2020 de l'unité urbaine
Les communes qui la composent sont les suivantes :
| Nom                     | Code Insee | Département | Statut       | Superficie (km2) | Population (dernière pop. légale) | Densité (hab./km2) | Modifier                                    |
| ----------------------- | ---------- | ----------- | ------------ | ---------------- | --------------------------------- | ------------------ | ------------------------------------------- |
| Maubeuge (ville-centre) | 59392      | Nord        | ville-centre | 18,85            | 28 879 (2022)                     | 1 532              | modifier les données · modifier les données |
| Assevent                | 59021      | Nord        | banlieue     | 1,87             | 1 782 (2022)                      | 953                | modifier les données · modifier les données |
| Aulnoye-Aymeries        | 59033      | Nord        | banlieue     | 8,66             | 8 674 (2022)                      | 1 002              | modifier les données · modifier les données |
| Bachant                 | 59041      | Nord        | banlieue     | 9,37             | 2 246 (2022)                      | 240                | modifier les données · modifier les données |
| Berlaimont              | 59068      | Nord        | banlieue     | 13,10            | 3 169 (2022)                      | 242                | modifier les données · modifier les données |
| Boussières-sur-Sambre   | 59103      | Nord        | banlieue     | 3,28             | 517 (2022)                        | 158                | modifier les données · modifier les données |
| Boussois                | 59104      | Nord        | banlieue     | 6,29             | 3 139 (2022)                      | 499                | modifier les données · modifier les données |
| Éclaibes                | 59187      | Nord        | banlieue     | 4,89             | 265 (2022)                        | 54                 | modifier les données · modifier les données |
| Feignies                | 59225      | Nord        | banlieue     | 18,80            | 6 727 (2022)                      | 358                | modifier les données · modifier les données |
| Ferrière-la-Grande      | 59230      | Nord        | banlieue     | 10,01            | 5 167 (2022)                      | 516                | modifier les données · modifier les données |
| Hautmont                | 59291      | Nord        | banlieue     | 12,27            | 14 197 (2022)                     | 1 157              | modifier les données · modifier les données |
| Jeumont                 | 59324      | Nord        | banlieue     | 10,21            | 10 273 (2022)                     | 1 006              | modifier les données · modifier les données |
| Leval                   | 59344      | Nord        | banlieue     | 5,89             | 2 483 (2022)                      | 422                | modifier les données · modifier les données |
| Limont-Fontaine         | 59351      | Nord        | banlieue     | 6,78             | 532 (2022)                        | 78                 | modifier les données · modifier les données |
| Louvroil                | 59365      | Nord        | banlieue     | 5,90             | 6 334 (2022)                      | 1 074              | modifier les données · modifier les données |
| Mairieux                | 59370      | Nord        | banlieue     | 6,49             | 698 (2022)                        | 108                | modifier les données · modifier les données |
| Marpent                 | 59385      | Nord        | banlieue     | 4,83             | 2 649 (2022)                      | 548                | modifier les données · modifier les données |
| Neuf-Mesnil             | 59424      | Nord        | banlieue     | 1,21             | 1 296 (2022)                      | 1 071              | modifier les données · modifier les données |
| Pont-sur-Sambre         | 59467      | Nord        | banlieue     | 11,33            | 2 387 (2022)                      | 211                | modifier les données · modifier les données |
| Recquignies             | 59495      | Nord        | banlieue     | 6,17             | 2 379 (2022)                      | 386                | modifier les données · modifier les données |
| Rousies                 | 59514      | Nord        | banlieue     | 5,79             | 4 016 (2022)                      | 694                | modifier les données · modifier les données |
| Saint-Remy-du-Nord      | 59543      | Nord        | banlieue     | 5,91             | 1 057 (2022)                      | 179                | modifier les données · modifier les données |

## Évolution démographique
| 1968    | 1975    | 1982    | 1990    | 1999    | 2006    | 2011    | 2016    | 2022    |
| ------- | ------- | ------- | ------- | ------- | ------- | ------- | ------- | ------- |
| 119 807 | 126 976 | 127 904 | 124 510 | 119 657 | 115 832 | 112 406 | 111 368 | 108 866 |

Dans les limites de l'agglomération urbaine définies par l'Insee en 2020, l'évolution démographique de l'unité urbaine de Maubeuge se caractérise par deux périodes d'évolution démographique différentes. La première qui va de 1968 à 1982, se caractérise par une croissance régulière de la population ; la seconde, à partir de 1982, est caractérisée par une baisse démographique continue.

## Principales villes de l'unité urbaine de Maubeuge
L'unité urbaine de Maubeuge, qui s'étend le long de la vallée de la Sambre, est limitrophe par Jeumont de la Belgique, dont la trame urbaine se prolonge au-delà de la frontière par la ville frontalière d'Erquelinnes.
L'unité urbaine de Maubeuge forme une véritable conurbation urbaine avec les différents centres urbains qui se sont successivement agglomérés les uns aux autres ; les plus importants demeurent les villes industrielles de Maubeuge, Hautmont, Jeumont et Aulnoye-Aymeries.
Maubeuge, avec 28 879 habitants en 2022, contribue pour environ un quart de la population de son unité urbaine. C'est une ville industrielle et commerciale et un centre de transit marchand que joue encore la vallée de la Sambre par les échanges commerciaux avec le Benelux. La ville joue son rôle de commandement local au sein d'une importante intercommunalité, l'Agglomération Maubeuge Val de Sambre, dont une partie constitue l'unité urbaine de Maubeuge.
L'unité urbaine de Maubeuge, forte de ses 22 communes, comprend sept villes de plus de 5 000 habitants y compris Maubeuge, la seule à compter plus de 20 000 habitants, deux autres, Hautmont et Jeumont ont plus de 10 000 habitants et les quatre autres ont une population variant entre 5 000 habitants et moins de 10 000 habitants (Aulnoye-Aymeries, Feignies, Louvroil et Ferrière-la-Grande).

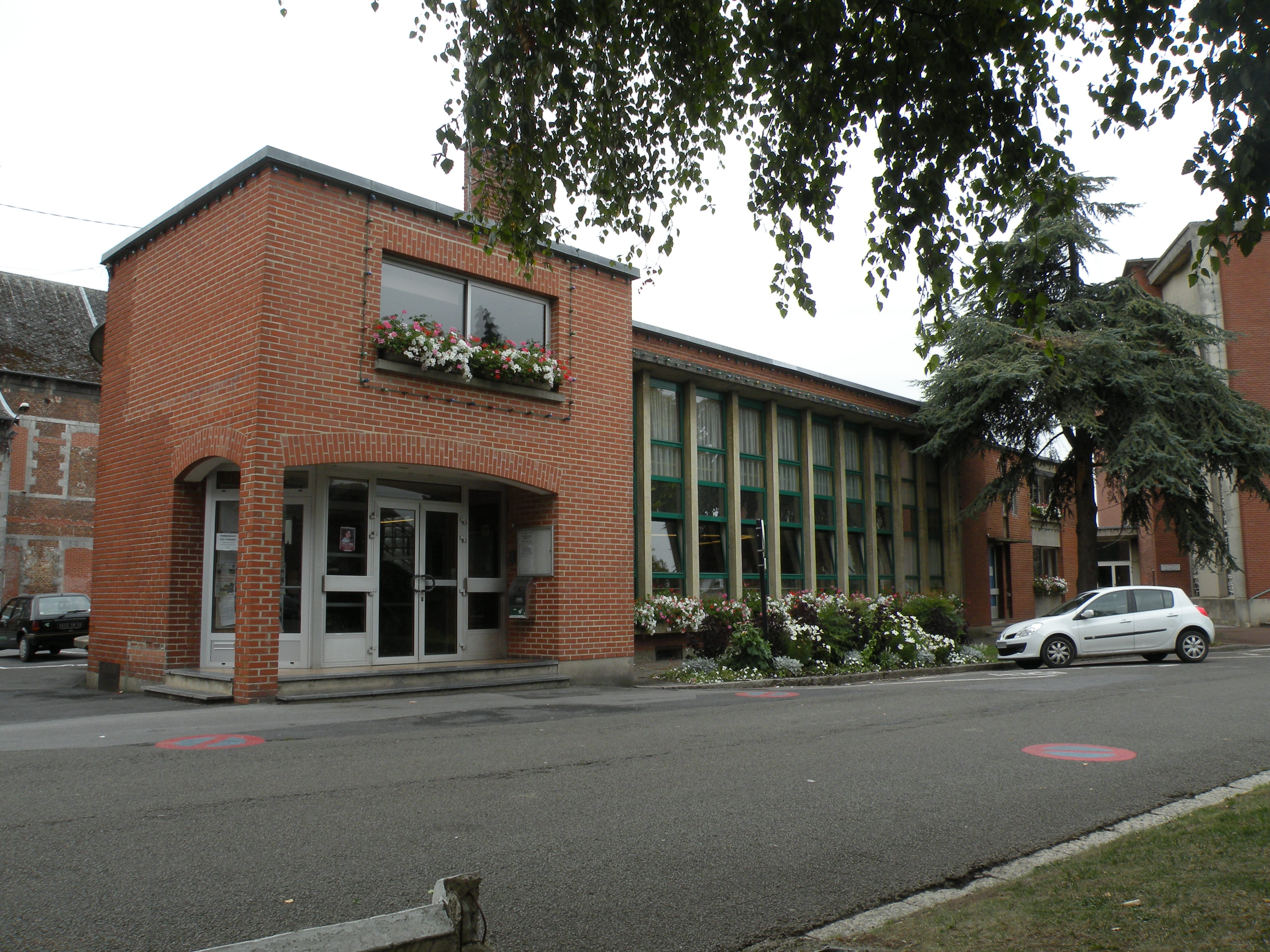
Hautmont est la deuxième ville de l'agglomération de Maubeuge et est attenante à la ville principale située au nord.
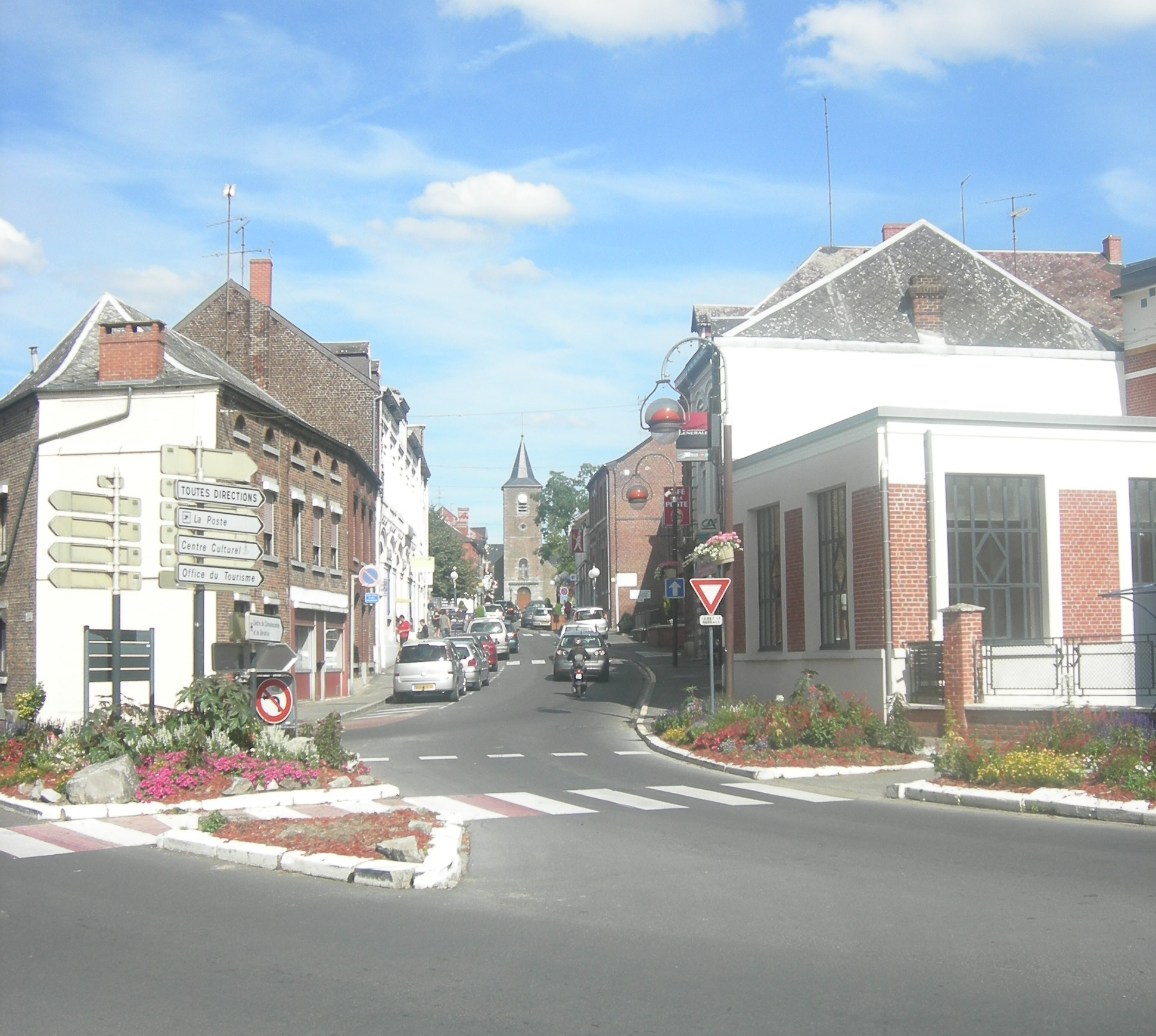
C'est par Jeumont que l'unité urbaine de Maubeuge se prolonge jusqu'à la frontière avec la Belgique par la ville frontalière d'Erquelinnes.
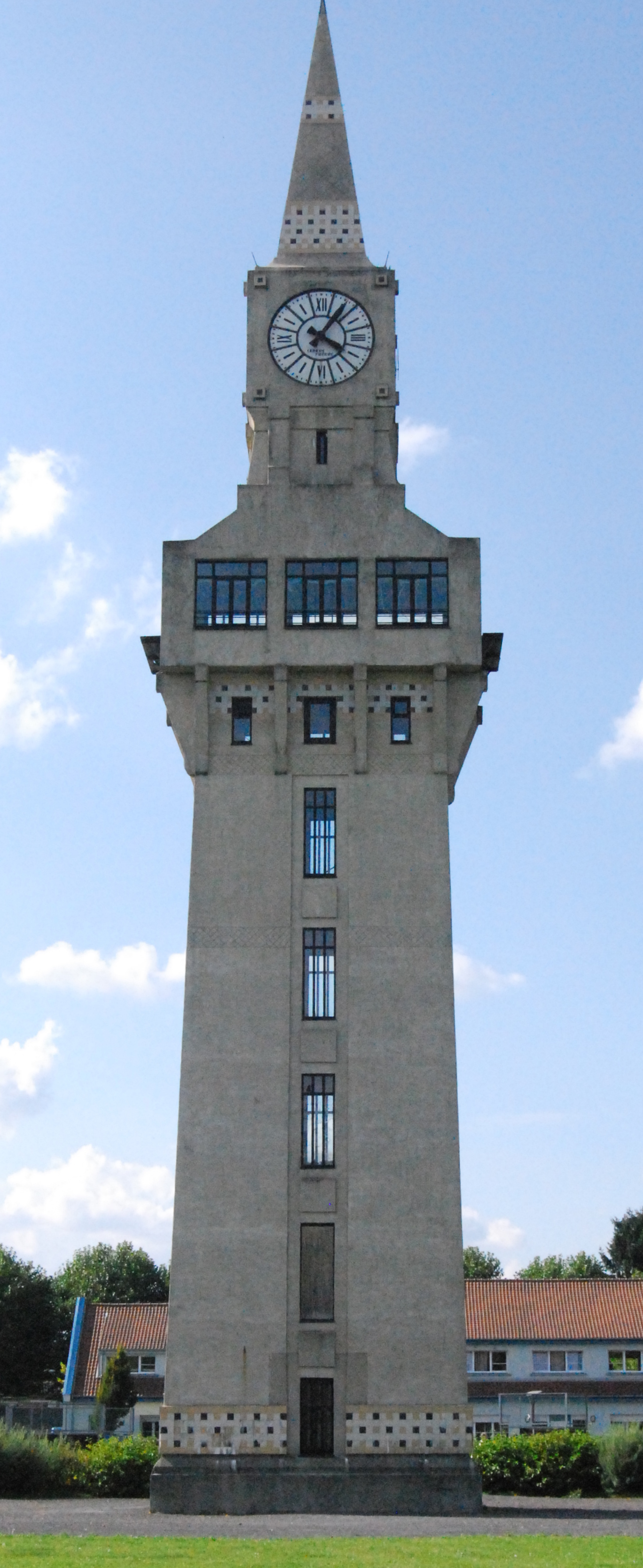
Aulnoye-Aymeries qui est la quatrième ville de l'unité urbaine de Maubeuge est davantage connue pour son importante usine Vallourec, spécialisée dans la métallurgie de transformation.